# نیل نوجنت
نیل نوجنت (انگلیسی: Neil Nugent; ۶ دسامبر ۱۹۲۶ – ۱۲ آوریل ۲۰۱۸) بازیکن هاکی روی چمن اهل بریتانیا بود.